# Jabłeczna (gromada)
Jabłeczna – dawna gromada, czyli najmniejsza jednostka podziału terytorialnego Polskiej Rzeczypospolitej Ludowej w latach 1954–1972.
Gromady, z gromadzkimi radami narodowymi (GRN) jako organami władzy najniższego stopnia na wsi, funkcjonowały od reformy reorganizującej administrację wiejską przeprowadzonej jesienią 1954 do momentu ich zniesienia z dniem 1 stycznia 1973, tym samym wypierając organizację gminną w latach 1954–1972.
Gromadę Jabłeczna z siedzibą GRN w Jabłecznej utworzono – jako jedną z 8759 gromad na obszarze Polski – w powiecie bialskim w woj. lubelskim na mocy uchwały nr 5 WRN w Lublinie z dnia 5 października 1954. W skład jednostki weszły obszary dotychczasowych gromad Jabłeczna, Liszna, Mościce Dolne, Nowosiółki, Parośla i Terebiski ze zniesionej gminy Zabłocie w tymże powiecie. Dla gromady ustalono 16 członków gromadzkiej rady narodowej.
31 grudnia 1959 z gromady Jabłeczna wyłączono wieś Liszno i kolonię Mościce Dolne, włączając je do gromady Sławatycze w powiecie włodawskim w tymże województwie.
1 stycznia 1960 gromadę zniesiono, włączając jej obszar do gromady Zabłocie w tymże powiecie.